# 渡辺実 (俳優)
渡辺 実（わたなべ みのる、1962年4月3日 - ）は日本の俳優。東京都出身。ジャパンアクションエンタープライズ所属。

## 人物
趣味はバイク、特技はトライアルバイク。
『五星戦隊ダイレンジャー』で、子供が変身するキバレンジャーを演じた。また、アクロバティックな身のこなしに長け、『仮面ライダーBLACK RX』で敵幹部四大隊長の1人ゲドリアンを演じた際には、演者が密集する狭い空間でも相手に触れることなく宙返りや素早い動きをしてみせた。
近年ではスーパー戦隊シリーズに出演している。

## 出演

### テレビドラマ
- 新婚なり!（1995年、TBS）
- おばはん刑事!流石姫子 不倫妻の3通の遺書が招いた三重逆転ミステリー（1998年、テレビ朝日） - スタント
- 三面記事刑事（1998年、フジテレビ） - スタント
- ターニングポイント（2000年、テレビ朝日）
- SPEC〜零〜（2013年、TBS）
- はりきり体育ノ介（2014年、NHK Eテレ） - 体育ノ介
- スペシャルドラマ「荒神」（2018年、NHK BSプレミアム） - 村人 役[3]

### 特撮テレビドラマ
- スーパー戦隊シリーズ
  - バトルフィーバーJ（1979年 - 1980年）
  - 電子戦隊デンジマン（1980年 - 1981年）
  - 太陽戦隊サンバルカン（1981年 - 1982年）
  - 大戦隊ゴーグルファイブ（1982年 - 1983年） - 忍者 役
  - 科学戦隊ダイナマン（1983年 - 1984年）※役名表記無し
  - 超電子バイオマン（1984年 - 1985年）※クレジット表記無し
  - 電撃戦隊チェンジマン（1985年 - 1986年） - 航海士ゲーター[要出典]、渡辺隊員 役
  - 超新星フラッシュマン（1986年 - 1987年） - マグ[4]、ケラオ[4]
  - 光戦隊マスクマン（1987年 - 1988年） - 地奇地奇獣アナグマス[要出典]、中国拳法の使い手 役
  - 超獣戦隊ライブマン（1988年 - 1989年） - 第6・7話ゲスト
  - 地球戦隊ファイブマン（1990年 - 1991年） - 銀河商人ドンゴロス（前期）[5]、巨大化獣ゴルリン[要出典]
  - 鳥人戦隊ジェットマン（1991年 - 1992年） - J3 / ネオジェットマン3 役
  - 恐竜戦隊ジュウレンジャー（1992年 - 1993年） - ブックバック[要出典]、ドーラコカトリスの人間体 役
  - 五星戦隊ダイレンジャー（1993年 - 1994年） - キバレンジャー[6]
  - 獣電戦隊キョウリュウジャー（2013年 - 2014年）[3]
  - 烈車戦隊トッキュウジャー（2014年 - 2015年）[3]
  - 手裏剣戦隊ニンニンジャー（2015年 - 2016年）[3]
  - 動物戦隊ジュウオウジャー（2016年 - 2017年）[3]
  - 宇宙戦隊キュウレンジャー（2017年 - 2018年）[3]
  - 快盗戦隊ルパンレンジャーVS警察戦隊パトレンジャー（2018年 - 2019年）
  - 騎士竜戦隊リュウソウジャー（2019年 - 2020年）
  - 魔進戦隊キラメイジャー（2020年 - 2021年）
  - 機界戦隊ゼンカイジャー（2021年 - 2022年）
  - 暴太郎戦隊ドンブラザーズ（2022年 - 2023年）
  - 王様戦隊キングオージャー（2023年 - 2024年）
  - 爆上戦隊ブンブンジャー（2024年 - 2025年）
  - ナンバーワン戦隊ゴジュウジャー（2025年 - ）
- メタルヒーローシリーズ
  - 宇宙刑事ギャバン（1982年 - 1983年）※役名表記無し
  - 宇宙刑事シャリバン（1983年 - 1984年）※クレジット表記無し
  - 世界忍者戦ジライヤ（1988年 - 1989年） - 獣忍マクンバ（第49話）[要出典]
  - ビーロボカブタック（1997年 - 1998年） - ガニラン・ノーマルモード[7]
- 仮面ライダーシリーズ
  - 仮面ライダーBLACK（1987年 - 1988年） - ゴルゴム怪人、クモ怪人[8]、ハチ怪人[9]
  - 仮面ライダーBLACK RX（1988年 - 1989年） - 牙隊長ゲドリアン
  - 仮面ライダーウィザード（2012年 - 2013年） - 加賀（ラームの人間態） 役
  - 仮面ライダー鎧武/ガイム（2013年 - 2014年）[3]
  - 仮面ライダードライブ（2014年 - 2015年）[3]
  - 仮面ライダーゴースト（2015年 - 2016年）[3]
  - 仮面ライダーエグゼイド（2016年 - 2017年）
  - 仮面ライダービルド（2017年 - 2018年）
  - 仮面ライダージオウ（2018年 - 2019年） - ヒューマノイズ（EP23）[10] 役
  - 仮面ライダーリバイス（2021年 - 2022年）
  - 仮面ライダーギーツ（2022年 - 2023年）
  - 仮面ライダーガヴ（2024年 - ）

#### テレビスペシャル
- 烈車戦隊トッキュウジャーVS仮面ライダー鎧武 春休み合体スペシャル（2014年）
- 手裏剣戦隊ニンニンジャーVS仮面ライダードライブ 春休み合体1時間スペシャル（2015年）

### 映画
- 柳生一族の陰謀（1978年）
- 白昼の死角（1979年）
- 戦国自衛隊（1979年）
- 忍者武芸帖 百地三太夫（1980年）
- 冒険者カミカゼ -ADVENTURER KAMIKAZE-（1981年）
- 魔界転生（1981年）
- 燃える勇者（1981年）
- 伊賀忍法帖（1982年） - 影、その他スタント吹き替え
- 龍の忍者（1982年）
- 伊賀のカバ丸（1983年）
- 里見八犬伝（1983年）
- 唐獅子株式会社（1983年）
- ねずみ小僧怪盗伝（1984年）
- 天国の駅 HEAVEN STATION（1984年）
- 宇宙刑事シャイダー（1984年）※クレジット表記無し
- この愛の物語（1987年） - スタント
- ヤマトタケル（1994年）
- ゴジラ×メガギラス G消滅作戦（2000年） - メガギラス[3][1]
- エイトレンジャー2（2014年）
- ナミヤ雑貨店の奇蹟（2017年） - アクションクルー[3]
- セイバー+ゼンカイジャー スーパーヒーロー戦記（2021年）
- スーパー戦隊シリーズ
  - 劇場版 太陽戦隊サンバルカン（1981年）※役名表記無し
  - 劇場版 大戦隊ゴーグルファイブ（1982年）※役名表記無し
  - 劇場版 科学戦隊ダイナマン（1983年）※役名表記無し
  - 劇場版 超電子バイオマン （1984年）※クレジット表記無し
  - 劇場版 電撃戦隊チェンジマン（1985年） - 研究員 役
  - 劇場版 電撃戦隊チェンジマン シャトルベース！危機一髪！（1985年） - シャトルベース職員 役
  - 劇場版 超新星フラッシュマン（1986年） - マグ[要出典]
  - 劇場版 超新星フラッシュマン 大逆転！タイタンボーイ!!（1986年） - マグ、ケラオ[要出典]
  - 劇場版 光戦隊マスクマン（1987年） - 地奇地奇獣アナグマス[要出典]
  - 特命戦隊ゴーバスターズVS海賊戦隊ゴーカイジャー THE MOVIE（2013年）
  - 劇場版 獣電戦隊キョウリュウジャー ガブリンチョ・オブ・ミュージック（2013年）[3]
  - 獣電戦隊キョウリュウジャーVSゴーバスターズ 恐竜大決戦! さらば永遠の友よ（2014年）
  - 烈車戦隊トッキュウジャーVSキョウリュウジャー THE MOVIE（2015年） - 少年トッキュウ1号[11]
  - 手裏剣戦隊ニンニンジャー THE MOVIE 恐竜殿さまアッパレ忍法帖!（2015年）
  - 手裏剣戦隊ニンニンジャーVSトッキュウジャー THE MOVIE 忍者・イン・ワンダーランド（2016年）
  - 劇場版 動物戦隊ジュウオウジャーVSニンニンジャー 未来からのメッセージ from スーパー戦隊（2017年） - アカニンジャー（快晴）[12]
  - 快盗戦隊ルパンレンジャーVS警察戦隊パトレンジャー en film（2018年）
  - 騎士竜戦隊リュウソウジャー THE MOVIE タイムスリップ!恐竜パニック!!（2019年）[13]
  - 魔進戦隊キラメイジャー エピソードZERO（2020年）[14]
  - 機界戦隊ゼンカイジャー THE MOVIE 赤い戦い! オール戦隊大集会!!（2021年）[15]
  - 爆上戦隊ブンブンジャー 劇場BOON! プロミス・ザ・サーキット（2024年）
  - ナンバーワン戦隊ゴジュウジャー 復活のテガソード（2025年）
- 仮面ライダーシリーズ
  - 仮面ライダー世界に駆ける（1988年） - 牙隊長ゲドリアン、大神官ダロム[16]
  - 仮面ライダー×仮面ライダー ウィザード&フォーゼ MOVIE大戦アルティメイタム（2012年）[3]
  - 劇場版 仮面ライダーウィザード in Magic Land（2013年）[3][注釈 1]
  - 仮面ライダー×仮面ライダー 鎧武&ウィザード 天下分け目の戦国MOVIE大合戦（2013年）
  - 劇場版 仮面ライダー鎧武 サッカー大決戦!黄金の果実争奪杯!（2014年） - 風連部隊[3]、初級インベス[3]
  - 仮面ライダー×仮面ライダー ドライブ&鎧武 MOVIE大戦フルスロットル（2014年）
  - 劇場版 仮面ライダードライブ サプライズ・フューチャー（2015年）
  - 仮面ライダー×仮面ライダー ゴースト&ドライブ 超MOVIE大戦ジェネシス（2015年）[3]
  - 仮面ライダー1号（2016年）[3]
  - 劇場版 仮面ライダーゴースト 100の眼魂とゴースト運命の瞬間（2016年）
  - 仮面ライダー平成ジェネレーションズ Dr.パックマン対エグゼイド&ゴーストwithレジェンドライダー（2016年）
  - 劇場版 仮面ライダーエグゼイド トゥルー・エンディング（2017年）
  - 仮面ライダー平成ジェネレーションズ FINAL ビルド&エグゼイドwithレジェンドライダー（2017年）
  - 平成仮面ライダー20作記念 仮面ライダー平成ジェネレーションズ FOREVER（2018年）
  - 劇場版 仮面ライダージオウ Over Quartzer（2019年）[13]
  - 仮面ライダー 令和 ザ・ファースト・ジェネレーション（2019年）[17]
  - 劇場版 仮面ライダーゼロワン REAL×TIME（2020年） - アクションクルー[18]
  - 仮面ライダー ビヨンド・ジェネレーションズ（2021年）
  - 劇場版 仮面ライダーリバイス バトルファミリア（2022年）[19]
  - 仮面ライダーギーツ×リバイス MOVIEバトルロワイヤル（2022年）
  - 映画 仮面ライダーギーツ 4人のエースと黒狐（2023年）
  - 仮面ライダー THE WINTER MOVIE ガッチャード&ギーツ 最強ケミー★ガッチャ大作戦（2023年）
  - 仮面ライダーガッチャード ザ・フューチャー・デイブレイク（2024年）
- スーパーヒーロー大戦シリーズ
  - 仮面ライダー×スーパー戦隊×宇宙刑事 スーパーヒーロー大戦Z（2013年）[注釈 1]
  - 平成ライダー対昭和ライダー 仮面ライダー大戦 feat.スーパー戦隊（2014年）
  - スーパーヒーロー大戦GP 仮面ライダー3号（2015年）
  - 仮面ライダー×スーパー戦隊 超スーパーヒーロー大戦（2017年）

### Vシネマ
- ゲゲゲの鬼太郎 妖怪奇伝 魔笛エロイムエッサイム（1987年）
- ビーロボカブタック クリスマス大決戦!!（1997年）
- スーパー戦隊シリーズ
  - 帰ってきた特命戦隊ゴーバスターズVS動物戦隊ゴーバスターズ（2013年）
  - 忍風戦隊ハリケンジャー 10 YEARS AFTER（2013年）
  - 帰ってきた獣電戦隊キョウリュウジャー 100 YEARS AFTER（2014年）
  - 行って帰ってきた烈車戦隊トッキュウジャー 夢の超トッキュウ7号（2015年） - 子供トッキュウ1号[20]
  - 帰ってきた手裏剣戦隊ニンニンジャー ニンニンガールズVSボーイズ FINAL WARS（2016年）[3]
  - 帰ってきた動物戦隊ジュウオウジャー お命頂戴!地球王者決定戦（2017年）
  - 王様戦隊キングオージャーVSドンブラザーズ（2024年）
  - 王様戦隊キングオージャーVSキョウリュウジャー（2024年）
  - 爆上戦隊ブンブンジャーVSキングオージャー（2025年）
- 仮面ライダーシリーズ
  - 仮面ライダードライブ シークレット・ミッション type ZERO 第0話 カウントダウン to グローバルフリーズ（2014年）
  - ドライブサーガ 仮面ライダーチェイサー（2016年）
  - 仮面ライダーエグゼイド トリロジー アナザー・エンディング Part.III 仮面ライダーゲンムVS仮面ライダーレーザー（2018年）
  - ビルド NEW WORLD 仮面ライダーグリス（2019年）
  - 仮面ライダージオウ NEXT TIME ゲイツ、マジェスティ（2020年）
  - 仮面ライダーギーツ ジャマト・アウェイキング（2024年）
  - 仮面ライダーガッチャード GRADUATIONS（2025年）

### 舞台
- ミュージカル『スターライト・エクスプレス』（1990年） - マーシャル 役
- TIGER & BUNNY THE LIVE（2012年、Zepp Diver City(TOKYO)） - セーフティ

### ヒーローショー
- 後楽園遊園地戦隊シリーズショー
  - 太陽戦隊サンバルカン（1981年 - 1982年）
  - 五星戦隊ダイレンジャー（1993年 - 1994年） - キリンレンジャー
  - 激走戦隊カーレンジャー（1996年 - 1997年） - ダップ
  - 百獣戦隊ガオレンジャー（2001年 - 2002年）
  - 忍風戦隊ハリケンジャー（2002年 - 2003年）
  - 爆竜戦隊アバレンジャー（2003年 - 2004年）
  - 特捜戦隊デカレンジャー（2004年 - 2005年）
  - 魔法戦隊マジレンジャー（2005年 - 2006年）
  - 轟轟戦隊ボウケンジャー（2006年 - 2007年）
  - 獣拳戦隊ゲキレンジャー（2007年 - 2008年） - リンシー
  - 炎神戦隊ゴーオンジャー（2008年 - 2009年） - 蛮機兵ウガッツ
  - 侍戦隊シンケンジャー（2009年 - 2010年）
  - 天装戦隊ゴセイジャー（2010年 - 2011年）
  - 海賊戦隊ゴーカイジャー（2011年 - 2012年）
  - 特命戦隊ゴーバスターズ（2012年 - 2013年） - バグラー

### ゲーム
- アクション大魔王2（1999年）

### WEBドラマ
- 三井不動産レジデンシャル製作WEBドラマ「タイムスリップ!堀部安兵衛」（2014年） - 吉良方
- dビデオスペシャル 仮面ライダー4号（2015年）
- 仮面戦隊ゴライダー（2017年）
- JAEオリジナル ショートムービー「華麗なる追跡3 -奪還-」（2017年） - 配下1 役
- 仮面ライダービルド ハザードレベルを上げる7つのベストマッチ（2018年）
- 有吉弘行の脱ぬるま湯大作戦 シーズン1〜火薬と遊園地〜（2018年） - アクションクルー[3]
- 仮面ライダーアウトサイダーズ（2023年）
- 王様戦隊キングオージャー ラクレス王の秘密（2023年）
- 暴太郎戦隊ドンブラザーズVS暴太郎戦隊ドンブリーズ（2023年）
- ギーツエクストラ 仮面ライダーゲイザー（2024年）
- 冥黒の黙示録 ラケシス（2025年）

### イベント
- JAE NAKED LIVE「がんばろう 日本！」（2011年）

### その他
- 財団法人日本下水道業務管理センターPV（2000年）